# Maynard Sonntag
Pour les articles homonymes, voir Sonntag.
Maynard Sonntag  (né le 31 janvier 1956) est un homme politique provincial canadien de la Saskatchewan. Il représente la circonscription de Meadow Lake à titre de député du Parti libéral de la Saskatchewan de 1991 à 2007.

## Biographie
Né à Goodsoil (en) en Saskatchewan, Sonntag étudie fait ses études dans cette ville. Avant son élection, il est directeur de la coopérative financière locale de 1980 à 1991.

## Carrière politique
Tentant de faire son entrée en politique en 1986, il est défait par le député progressiste-conservateur sortant et ministre George Malcolm McLeod.
Parvenant à déloger McLeod en 1991, il est réélu en 1995, 1999 et en 2003. Il entre au cabinet en 1997 et occupe divers postes ministériels jusqu'en 2007, dont ministre de la Saskatchewan Liquor and Gaming Authority (en), ministre de l'enseignement Post-secondaire et de la Formation, ministre des Autoroutes et des Transports, ministre de l'Énergie et des Mines, ministre des Relations avec les Premières Nations et les Métis, ministre de l'Industrie et des Ressources et ministre de la Corporation des Invertissement de la Couronne.
Initialement déclaré réélu à la suite de l'élection générale de 2007 par une faible marge face à l'ancien député fédéral Jeremy Harrison, il est finalement défait à la suite d'un recomptage le jour suivant. Un recomptage judiciaire est alors entamé et Harrison déclaré vainqueur avec une majorité de 36 voix.